# Myrmecodia
Genre
Synonymes
- Epidendroides Sol.[2] [3]
- Mirmecodia Gaudich., orth. var.[3]
- Mirmecodia Gaudich.[2]
- Myrmecoides Elmer, orth. var.[3]
- Myrmecoides Elmer[2]

Myrmecodia forme un genre de plantes myrmecophytes épiphytes originaires d'Asie du Sud-Est et des grandes îles s'étendant au sud du Queensland en Australie. Les Myrmecodia poussent dans les branches d'arbres et sur les troncs. Dans la nature, les tubercules poussent souvent vers le bas sur les branches nues sans quantités significatives de substrat, et dépendent donc de la symbiose avec les fourmis pour l'apport de nutriments. Les plantes conservent la nourriture et l'eau dans un caudex brun grisâtre qui gonfle et développe des épines au fil du temps. Les tiges épaisses non ramifiées sont recouvertes de clypeoli et d'alvéoles qui poussent également des épines et sont densément remplies de bractées sèches.

## Liste d'espèces
Selon Catalogue of Life (26 décembre 2016) :
- Myrmecodia alata Becc.
- Myrmecodia albertisii Becc.
- Myrmecodia angustifolia Valeton
- Myrmecodia archboldiana Merr. & L.M.Perry
- Myrmecodia aureospina Huxley & Jebb
- Myrmecodia beccarii Hook.f.
- Myrmecodia brassii Merr. & L.M.Perry
- Myrmecodia erinacea Becc.
- Myrmecodia ferox Huxley & Jebb
- Myrmecodia gracilispina Huxley & Jebb
- Myrmecodia horrida Huxley & Jebb
- Myrmecodia jobiensis Becc.
- Myrmecodia kutubuensis Huxley & Jebb
- Myrmecodia lamii Merr. & L.M.Perry
- Myrmecodia longifolia Valeton
- Myrmecodia longissima Valeton
- Myrmecodia melanacantha Huxley & Jebb
- Myrmecodia oblongata Valeton
- Myrmecodia oksapminensis Huxley & Jebb
- Myrmecodia paradoxa Huxley & Jebb
- Myrmecodia pendens Merr. & L.M.Perry
- Myrmecodia platyrea Becc.
- Myrmecodia platytyrea Becc.
- Myrmecodia pteroaspida Huxley & Jebb
- Myrmecodia schlechteri Valeton
- Myrmecodia sterrophylla Merr. & L.M.Perry
- Myrmecodia tuberosa Jack